# Maja Wodecka
Maja Wodecka, właściwie Maria Halina Zagajewska z domu Wodecka (ur. 10 kwietnia 1945) – polska aktorka i tłumaczka, absolwentka psychologii na Uniwersytecie Jagiellońskim.

## Życiorys
W latach 70. wyjechała do Francji, gdzie wystąpiła w kilku filmach. W 1982 powróciła na stałe do Francji, gdzie pracowała m.in. jako psychoanalityk.
W latach 90. zajęła się tłumaczeniem poezji. Przetłumaczyła m.in. tomy Adama Zagajewskiego na język francuski (za te przekłady otrzymała w 1990 nagrodę Jean Malrieu) oraz poezję C.K. Williamsa i Edwarda Hirscha na język polski. W 2002 wróciła z mężem na stałe do Polski.
20 lipca 2016 została uhonorowana insygniami Kawalera Orderu Narodowego Zasługi za „zaangażowanie w służbie wolności i demokracji; za nieustanną pracę na rzecz dialogu między kulturami i troskę o zdrowie psychiczne dzieci”.

## Życie prywatne
Jej mężem był poeta Adam Zagajewski.

## Filmografia
- 1967: Jowita – dziewczyna na balu maskowym (nie występuje w czołówce)
- 1968: Człowiek z M-3 – Agnieszka, córka Profesora
- 1968: Dancing w kwaterze Hitlera – Anka
- 1968: Planeta Ziemia
- 1969: Ostatni świadek – Luiza, córka Schmidta
- 1969: Zbrodniarz, który ukradł zbrodnię – Mariola, była żona Kernera
- 1972: Docteur Popaul (Strajk – Die Heldin von Danzig) – Mateusz
- 1976: Czerwony afisz (L'Affiche rouge) – Olga Bancic
- 1978: Pauline et L’Ordinateur
- 1980: Misja – Helena Sauerbach

## Przekłady
- Edward Hirsch – Dzika wdzięczność: wiersze wybrane
- Adam Zagajewski – Mystique pour débutants et autres poèmes (tłum. na język francuski)